# La Croix-du-Perche
La Croix-du-Perche is een gemeente in het Franse departement Eure-et-Loir (regio Centre-Val de Loire) en telt 198 inwoners (2005). De plaats maakt deel uit van het arrondissement Nogent-le-Rotrou.

## Geografie
De oppervlakte van La Croix-du-Perche bedraagt 12,7 km², de bevolkingsdichtheid is 15,6 inwoners per km².
De onderstaande kaart toont de ligging van La Croix-du-Perche met de belangrijkste infrastructuur en aangrenzende gemeenten.

## Demografie
Onderstaande figuur toont het verloop van het inwonertal (bron: INSEE-tellingen).